# 증기폭포
증기폭포(蒸氣瀑布) 또는 증기급류(蒸氣急流, 인도네시아어: Riam Merasap 리암 므라삽[*])는 인도네시아 공화국 서칼리만탄 주 븡카양 현에 위치한 관광지이다. 싱카왕부터 거리가 130 km이다. 이 폭포는 작은 나이아가라 폭포처럼 보인다.

## 이름
이 폭포의 급류(인도네시아어: riam 리암[*]) 물이 증기(인도네시아어: uap 우압[*] 또는 asap 아삽[*])처럼 보이서, 이름은 "증기폭포" 된다.